# Свободна германска работническа партия
Свободната германска работническа партия (ФАП) (на немски: Freiheitliche Deutsche ArbeiterPartei, FAP) е неонацистка политическа партия в Германия.

## История
ФАП е основана през 1979 г., но до голяма степен е незначителна до забраната на Фронта за действие на националсоциалисти / национални активисти през 1983 г., когато Михаел Кюнен насърчава членовете да се присъединят към тази малка група. Партията е с около 500 членове през 1987 г., но претърпява нещо като растеж след обединението на Германия и търси неуспешно съюз с Националдемократическа партия на Германия. Тя оспорва федералните избори през 1987 г. и изборите за Европейски парламент през 1989 г., макар че и в двата случая привлича незначителна подкрепа.
Свързвана с щрасеризма, ФАП успява да спечели известна подкрепа сред футболните хулигани, но е компрометирана от хомосексуалността на Кюнен и се изправя срещу него. Партията продължава активността си по време на председателството на Фридхелм Бусе от 1989 г., но губи редица членове в нови групи, верни на Кюнен, включително Германска алтернатива (1989) и Национална офанзива (1990).
На 24 февруари 1995 г. Федералният конституционен съд на Германия забранява ФАП. Съдът решава, че това не е политическа партия, а асоциация, която има за цел да свали демокрацията.